# Челаковице
Челаковице (чеш. Čelákovice) су град у Чешкој Републици, у оквиру историјске покрајине Бохемије. Челаковице су у оквиру управне јединице Средњочешки крај, где припадају округу Праг-исток. Челаковице су и једно од већих предграђа Прага.

## Географија
Челаковице се налазе у средишњем делу Чешке републике. Град је удаљен од 30 km источно од главног града Прага и представљају значајно предграђе града.
Град Челаковице је смештен у области средишње Бохемије, која је брдског карактера. Надморска висина града је око 180 m. Насеље се образовало на десној обали реке Лабе.

## Историја
Подручје Челаковица било је насељено још у доба праисторије. Насеље под данашњим називом први пут се у писаним документима спомиње 1290. године, које је 1547. године добило градска права.
1919. године Челаковице су постале део новоосноване Чехословачке. У време комунизма град је нагло индустријализован. После осамостаљења Чешке дошло је до наглог ширења насеља услед ширења градског подручја Прага.

## Становништво
Челаковице данас имају око 12.000 становника и последњих година број становника у граду расте. Поред Чеха у граду живе и Словаци и Роми.

## Слике градских грађевина
- Седлачкова улица, главна у Челаковицама
- Брана на Лаби у Челаковицама
- Конференцијски центар
- Хуситска црква

## Партнерски градови
- Трескоре Балнеарио